# Age of Mythology: The Titans
Age of Mythology: The Titans est une extension du jeu vidéo de stratégie en temps réel Age of Mythology développée par Ensemble Studios et publié sur PC par Microsoft Game Studios le 30 septembre 2003 en Amérique du Nord et en octobre 2003 en Europe. Celle-ci  inclut une nouvelle campagne ainsi qu'une nouvelle civilisation - les Atlantes - disposant de divinités, d'unités spécifiques et de caractéristiques qui lui sont propres. L'extension introduit également de nouvelles améliorations pour chacune des civilisations du jeu ainsi que de nouvelles unités - les Titans - très couteuses en ressources mais particulièrement puissantes et résistantes.
À sa sortie, The Titans est plutôt bien accueilli par la presse spécialisée qui souligne l’intérêt de la nouvelle campagne et de la nouvelle civilisation mais qui regrette que celle-ci n'introduise pas plus de nouveautés.

## Trame

### Scénario
Après la destruction de l'Atlantide, les Atlantes, désemparés, partent à la recherche d'une terre d'accueil. Ils essaient de s'installer dans une contrée perdue de Scandinavie mais les barbares qui y vivent sont redoutables. N'ayant plus de bois pour bâtir de nouveaux navires, les Atlantes se croient pris au piège. Heureusement, Crios, un prêtre, a vu en songe une porte menant à un monde meilleur. Le dieu Poséidon qu'ils vénéraient semble les avoir trahis, mais ils trouvent en Cronos, le père des dieux olympiens, un soutien inespéré. Plus tard, menés par Castor, le fils d'Arkantos (héros du jeu de base), ils se rendent compte que Cronos les manipule pour revenir sur Terre et détruire le monde. Castor doit réparer ses erreurs et compter sur ses alliés d'Égypte, de Grèce et de Scandinavie, héros du précédent épisode, pour renvoyer Cronos dans le Tartare.

### Personnages
- Castor fils d'Arkantos
- Amanra qui est devenue reine d'Égypte
- Ajax
- Folstag, roi des géants de Trym, plus connu sous le nom du géant du froid

## Système de jeu
The Titans inclut une nouvelle campagne ainsi qu'une nouvelle civilisation - les Atlantes - disposant de divinités et d'unités spécifiques. Comme les trois factions du jeu orignal, les Atlantes disposent de caractéristiques qui leur sont propres. Leurs ouvriers sont ainsi plus chers que ceux des autres civilisations mais sont plus efficaces et n'ont pas besoin de ramener les ressources à un forum, celles-ci étant automatiquement transférées dans les réserves du joueur. Pour produire de la faveur, il leur suffit de construire des forums. Contrairement aux autres civilisations, ils ne disposent pas de héros spécifiques mais peuvent en revanche transformer n'importe quelle unité en héros. Au niveau des unités, et en l'absence de héros à part entière, leur principale particularité réside dans leurs créatures mythologiques comme les Prométhéens, qui se dédoublent en mourant, ou les Automates. Les trois divinités principales des Atlantes sont Cronos, Ouranos et Gaïa. Le premier offre notamment au joueur la possibilité de déconstruire des bâtiments ennemis (le joueur récupère les ressources qui avaient été nécessaires à sa construction) alors qu'Ouranos permet de produire une onde de choc assommant les unités ennemies dans un petit périmètre pendant un cours instant. Enfin, Gaïa donne la possibilité de régénérer la nature.
En plus d'une nouvelle civilisations, l'extension introduit également de nouvelles améliorations pour chacune des civilisations du jeu ainsi que de nouvelles unités : les Titans. Ceux-ci peuvent être générés après être passé à un nouvel âge - l'âge des Titans - et requiert une porte magique dont la construction nécessite un chantier digne de celle d'une merveille. En contrepartie de leur coût, les Titans sont particulièrement puissants et résistants et peuvent tenir tête à des dizaines d'unités adverses.
L'extension introduit également des modifications à certaines unités du jeu original, notamment un renforcement des unités mythiques, destinées à améliorer l'équilibre du jeu.

## Versions
Age of Mythology: The Titans est publié sur PC par Microsoft Game Studios le 30 septembre 2003 aux États-Unis et en octobre 2003 en Europe (le 29 octobre en France),.
Le 30 juin 2004, Microsoft publie Age of Mythology Gold Edition qui regroupe l'extension et le jeu original. Le 7 avril 2007, Microsoft publie une compilation intitulée Age of Mythology (Bonus! Includes Titans Expansion) qui regroupe également le jeu original et son extension.

## Accueil
| Age of Mythology: The Titans |      |        |
| Média                        | Pays | Notes  |
| Computer Gaming World        | US   | 3.5/5  |
| Eurogamer                    | UK   | 70 %   |
| Gamekult                     | US   | 70 %   |
| Game Revolution              | US   | B+     |
| GameSpot                     | US   | 83 %   |
| GameSpy                      | UK   | 4.5/5  |
| Gen4                         | FR   | 89 %   |
| IGN                          | US   | 89 %   |
| Jeuxvideo.com                | FR   | 17/20  |
| Joystick                     | FR   | 70 %   |
| Compilations de notes        |      |        |
| Metacritic                   | US   | 84 %   |
| GameRankings                 | US   | 83.4 % |